# Human. :II: Nature.
Human. :II: Nature. (stiliseret som HVMAN. :||: NATVRE.) er det niende studiealbum af det finske symfoniske metalband Nightwish, der blev udgivet 10. april 2020 via Nuclear Blast. Det er bandets første obbeltalbum, og hele den anden CD består af orkestermusik frem for metal.
Efter bandets oprindelige trommeslager, Jukka Nevalainen, forlod bandet året inden, er dette første album med Kai Hahto som officielt nyt medlem, selvom han allerede havde erstattet Nevalainens på bandets tidligere Endless Forms Most Beautiful. Det er det sjette og sidste album med bassist og sanger Marko Hietala inden han forlod gruppen i januar 2021.
Albummet blev bandets syvende album i træk der toppede Official Finnish Albums Chart.

## Spor
Alle sange er skrevet af Tuomas Holopainen.
| 1. | "Music"            | 7:23 |
| 2. | "Noise"            | 5:40 |
| 3. | "Shoemaker"        | 5:19 |
| 4. | "Harvest"          | 5:13 |
| 5. | "Pan"              | 5:18 |
| 6. | "How's the Heart?" | 5:02 |
| 7. | "Procession"       | 5:31 |
| 8. | "Tribal"           | 3:56 |
| 9. | "Endlessness"      | 7:11 |

| Disk to – "All the Works of Nature Which Adorn the World" | Disk to – "All the Works of Nature Which Adorn the World" | Disk to – "All the Works of Nature Which Adorn the World" | Disk to – "All the Works of Nature Which Adorn the World" | Disk to – "All the Works of Nature Which Adorn the World" | Disk to – "All the Works of Nature Which Adorn the World" | Disk to – "All the Works of Nature Which Adorn the World" | Disk to – "All the Works of Nature Which Adorn the World" | Disk to – "All the Works of Nature Which Adorn the World" | Disk to – "All the Works of Nature Which Adorn the World" |
| #                                                         | Titel                                                     | Længde                                                    |                                                           |                                                           |                                                           |                                                           |                                                           |                                                           |                                                           |
| --------------------------------------------------------- | --------------------------------------------------------- | --------------------------------------------------------- | --------------------------------------------------------- | --------------------------------------------------------- | --------------------------------------------------------- | --------------------------------------------------------- | --------------------------------------------------------- | --------------------------------------------------------- | --------------------------------------------------------- |
| 1.                                                        | "Vista"                                                   | 3:59                                                      |                                                           |                                                           |                                                           |                                                           |                                                           |                                                           |                                                           |
| 2.                                                        | "The Blue"                                                | 3:35                                                      |                                                           |                                                           |                                                           |                                                           |                                                           |                                                           |                                                           |
| 3.                                                        | "The Green"                                               | 4:42                                                      |                                                           |                                                           |                                                           |                                                           |                                                           |                                                           |                                                           |
| 4.                                                        | "Moors"                                                   | 4:44                                                      |                                                           |                                                           |                                                           |                                                           |                                                           |                                                           |                                                           |
| 5.                                                        | "Aurorae"                                                 | 2:07                                                      |                                                           |                                                           |                                                           |                                                           |                                                           |                                                           |                                                           |
| 6.                                                        | "Quiet as the Snow"                                       | 4:05                                                      |                                                           |                                                           |                                                           |                                                           |                                                           |                                                           |                                                           |
| 7.                                                        | "Anthropocene" (inkluderer "Hurrian Hymn to Nikkal")      | 3:05                                                      |                                                           |                                                           |                                                           |                                                           |                                                           |                                                           |                                                           |
| 8.                                                        | "Ad Astra"                                                | 4:41                                                      |                                                           |                                                           |                                                           |                                                           |                                                           |                                                           |                                                           |
| 30:58                                                     |                                                           |                                                           |                                                           |                                                           |                                                           |                                                           |                                                           |                                                           |                                                           |

## Medvirkende
- Floor Jansen - forsanger, baggrundsvokal (track 4)
- Emppu Vuorinen - guitar
- Marko Hietala - bas, forsanger (track 9), akustisk guitar, baggrundsvokal
- Kai Hahto - trommer, percussion
- Tuomas Holopainen - keyboard, klaver, produktion, indspilning, mix
- Troy Donockley - Uilleann pipes, low whistle, bouzouki, bodhran, digital aerofon, guitar, forsanger (track 4), baggrundsvokal

## Hæder
| År   | Prisuddeling      | Pris                    | Resultat  |
| ---- | ----------------- | ----------------------- | --------- |
| 2021 | Emma-gaala Awards | Album of the Year       | Nomineret |
| 2021 | Emma-gaala Awards | Metal Album of the Year | Vundet    |

## Hitlister
| Hitliste (2020)                              | Højeste placering |
| -------------------------------------------- | ----------------- |
| Australien (ARIA)                            | 7                 |
| Østrig (Ö3 Austria)                          | 2                 |
| Belgien (Ultratop Flanderen)                 | 11                |
| Belgien (Ultratop Vallonien)                 | 14                |
| Canadiske Albummer (Billboard)               | 85                |
| Croatian International Albums (HDU)          | 1                 |
| Tjekkiet (ČNS IFPI)                          | 4                 |
| Holland (Album Top 100)                      | 2                 |
| Finland (Musiikkituottajat)                  | 1                 |
| Frankrig (SNEP)                              | 26                |
| Tyskland (Offizielle Top 100)                | 1                 |
| Ungarn (MAHASZ)                              | 2                 |
| Italien (FIMI)                               | 45                |
| Japan (Oricon)                               | 39                |
| Norge (VG-lista)                             | 4                 |
| Polen (ZPAV)                                 | 3                 |
| Portugal (AFP)                               | 3                 |
| Skotland (OCC)                               |                   |
| Sverige (Sverigetopplistan)                  | 11                |
| Swedish Hard Rock Albums (Sverigetopplistan) | 1                 |
| Schweiz (Schweizer Hitparade)                | 2                 |
| Swiss Albums (Schweizer Hitparade Romandy)   | 1                 |
| Storbritannien (OCC)                         | 28                |
| UK Independent Albummer (OCC)                | 2                 |
| 1                                            |                   |
| US Billboard 200                             | 110               |
| US Independent Albums (Billboard)            | 13                |
| US Hard Rock Albums (Billboard)              | 2                 |
| US Rock Albums (Billboard)                   | 11                |

| Hitliste (2020)                    | Placering |
| ---------------------------------- | --------- |
| German Albums (Offizielle Top 100) | 52        |
| Swiss Albums (Schweizer Hitparade) | 32        |